# Associação Portuguesa dos Arquitectos Paisagistas
A Associação Portuguesa dos Arquitectos Paisagistas (APAP) é a associação profissional que representa os arquitetos paisagistas em Portugal. Fundada em 3 de março de 1976, tem como missão a promoção, valorização e defesa da Arquitetura Paisagista, bem como da sustentabilidade ambiental e ordenamento do território.
A APAP representa a classe profissional junto de entidades públicas e privadas, e tem desempenhado um papel fundamental na consolidação da profissão em Portugal e no estrangeiro.

### História
A sede passou por vários locais até fixar-se, desde 2019, na Tapada da Ajuda, no campus do Instituto Superior de Agronomia, local simbólico onde, em 1942, foi iniciado o ensino da Arquitetura Paisagista em Portugal pelo Professor Francisco Caldeira Cabral.

### Enquadramento legal
A habilitação profissional dos arquitetos paisagistas está regulada pela Lei n.º 40/2015, de 1 de junho, que revoga o Decreto n.º 73/73, de 28 de fevereiro, e altera a Lei n.º 31/2009, de 3 de julho. Esta lei estabelece as qualificações exigidas para técnicos responsáveis pela elaboração, coordenação e fiscalização de projetos e obras públicas e particulares.

### Proposta de Ordem profissional
Desde 1999, a APAP defende a criação da Ordem dos Arquitectos Paisagistas. Em março de 2024, assinou um protocolo com a Ordem dos Arquitectos com vista à apresentação conjunta de uma proposta legislativa para a criação de uma ordem profissional comum.

### Atuação pública e eventos
A APAP tem promovido debates e eventos sobre paisagem, urbanismo e ordenamento do território, destacando-se em 2025 o Fórum Nacional da Paisagem (Lousã), as Jornadas em Faro, e formações em BIM em colaboração com entidades como a Lusocuanza.

### Membros notáveis
- Gonçalo Ribeiro Telles
- Ilídio de Araújo
- João Ferreira Nunes
- Cristina Castel-Branco